# Citopia
Citopia (cách điệu: CITOPIA hay citopia) là album phòng thu thứ hai của nữ ca sĩ người Việt Nam Phùng Khánh Linh, phát hành vào ngày 11 tháng 11 năm 2022 bởi Hãng đĩa Thời đại. Album chứa tổng cộng 10 bài hát, theo dòng nhạc city pop do chính cô sáng tác và thể hiện. Citopia đánh dấu lần thể nghiệm tiếp theo của Phùng Khánh Linh từ ballad sang pop, sau thành công ở album phòng thu đầu tay Yesteryear (2020). Lấy cảm hứng từ mất mát trong quá khứ, chủ đề album xoay quanh câu chuyện tình yêu dưới nhiều góc độ khác nhau, pha trộn giữa những yếu tố đặc trưng của city pop như funk, dance, điện tử và R&B.
Quá trình thực hiện album kéo dài từ 6 đến 8 tháng trong năm 2022, bao gồm hai tháng ê-kíp hãng đĩa cùng Phùng Khánh Linh sang Nashville, Mỹ để thu âm các bài hát. Khoảng 5 tỷ đồng đã được đầu tư cho việc thực hiện toàn bộ dự án, chủ yếu vào phần âm nhạc. Nhà sản xuất chính của album là Josh Frigo; chuyên gia Randy Merrill đảm trách khâu mastering. Có tổng cộng ba đĩa đơn từ album được phát hành và quảng bá, trong đó hai đĩa đơn mở đường là "Căn gác mùa hè" và "Năm ngoái giờ này".
Sau khi ra mắt, Citopia ngay lập tức thu về những đón nhận tích cực từ người nghe, khi các bài hát trong album đều đạt thứ hạng cao trên nhiều nền tảng âm nhạc số; hàng nghìn bản vật lý của album cũng nhanh chóng bán hết chỉ trong thời gian ngắn. Đĩa nhạc đã có được sự tán dương từ phần đông ý kiến chuyên môn ở trong nước lẫn quốc tế, dù còn tranh cãi nhưng vẫn ghi nhận đây là album thuần city pop đầu tiên của Việt Nam. Citopia không chỉ xuất hiện trên hàng loạt bảng tổng kết nhạc Việt 2022 mà còn đem về cho Phùng Khánh Linh ba đề cử tại Giải thưởng Cống hiến lần thứ 17 gồm Album của năm, Nữ ca sĩ của năm và Nhạc sĩ của năm.

## Sáng tác

### Ý tưởng và phát triển
Citopia được lấy cảm hứng từ những biến cố của nữ ca sĩ xảy đến trong hai năm 2020 và 2021, như việc ông bà ngoại cùng em họ 15 tuổi của cô ra đi giữa đợt dịch COVID-19; chứng kiến hũ tro cốt của "em mèo" thân thiết; hay nỗi buồn hậu chia tay mối tình đầu kéo dài gần 7 năm,... những điều này mỗi lần xảy đến đều để lại cho cô nỗi đau. Nỗi đau từ đó thôi thúc Phùng Khánh Linh chấp bút ra bài hát đầu tiên, sau này được đưa vào Citopia, mang tựa "Em tạm đi vắng khi anh thức giấc" – như một lời nhắn nhủ tới những người có người thân qua đời rằng họ vẫn luôn ở bên và "chỉ tạm đi vắng khi anh thức giấc". Đặc biệt, câu hát "I will be there for you" của bài lấy từ một câu hát qua radio mà cô vô tình nghe được trên sân thượng, trong lúc đang có ý định nhảy lầu. Một sáng tác khác trong album, có tựa "Mùa hè 1994", được Phùng Khánh Linh viết ra để gửi tặng những người sinh cùng năm với mình, những người con gái từng trải qua mất mát trong tình yêu, đặt hi vọng một lần nữa vào đối phương nhưng đến cuối cùng vẫn bị bỏ mặc "trong đêm tối". Đây cũng là bài được thu âm nhanh nhất và nhiều cảm xúc nhất của nữ ca sĩ.
Trong quãng thời gian này, Phùng Khánh Linh đã bắt đầu quá trình tìm cảm hứng cho album tiếp theo của mình, sau đĩa nhạc pop đầu tay Yesteryear phát hành năm 2020. Khi được hai CEO hãng đĩa hỏi về dự định sáng tác, cô bày tỏ mong muốn thoát khỏi hình tượng "cô gái buồn bã" quen thuộc trong những bài hát cũ và tìm một hướng khác ngoài thể nhạc synth-pop ở album trước. Khoảng đầu 2022, nữ ca sĩ có dịp tiếp xúc city pop – một dòng nhạc phổ biến tại Nhật Bản trong những năm 70-80, bắt đầu hồi sinh trở lại kể từ thập niên 2010 – và tìm thấy sự an ủi ở những âm thanh funk pop hoài cổ của thể loại nhạc đô thị này, đặc biệt là với album của Takeuchi Mariya và Anri. Sau khi Phùng Khánh Linh trình dự án của mình với bài mẫu "Em tạm đi vắng anh thức giấc", công ty đã bàn bạc và quyết định chọn city pop đương thịnh hành làm âm thanh chủ đề cho album thứ hai Citopia – lấy tên theo gợi ý từ một đồng nghiệp trong công ty nữ ca sĩ. Dự án được thực hiện gần như ngay lập tức, dù một album nhạc với màu sắc khác với Yesteryear đã được cô viết xong từ năm 2021 và sắp đi vào giai đoạn sản xuất.
Khoảng giữa tháng 7 cùng năm, thời điểm phần sáng tác hoàn tất, Phùng Khánh Linh cùng Hãng đĩa Thời đại đã có chuyến bay tới Hoa Kỳ và bắt đầu quá trình thu âm album ở "thủ phủ âm nhạc" Nashville. Thời gian thu âm kéo dài gần hai tháng, chủ yếu diễn ra bên trong một phòng thu lớn nơi đây. Tổng chi phí cho việc thực hiện Citopia được tiết lộ lên đến 5 tỷ đồng, trong đó số tiền đầu tư chủ yếu vào phần nhạc thay vì quá chú trọng thực hiện các MV kinh phí lớn. Từ trước khi sang Mỹ thu âm, Phùng Khánh Linh đã dành hai tháng để luyện giọng cấp tốc với giảng viên thanh nhạc của mình là cô Minh Huệ. Tại Mỹ, cô hợp tác cùng kỹ sư âm nhạc Josh Frigo để sản xuất các bài hát và chuyên gia master Randy Merrill – người đứng sau nhiều album từng giành giải Grammy của Adele, Ariana Grande, Lady Gaga – hoàn thiện những khâu cuối cùng. Ở ca khúc chủ đề "Căn gác mùa hè", nữ ca sĩ cũng mời thêm nghệ sĩ Jovan Quallo biểu diễn saxophone và nhà sản xuất âm nhạc Steven Patrick Wilson thực hiện bài hát. Còn với "Năm ngoái giờ này", cô hợp tác thêm với nhà sản xuất Carson Hogan.

### Bài hát
Citopia gồm 10 bài hát tổng cộng, pha trộn giữa các thể loại đặc trưng của city pop như funk, dance, disco, R&B, nhạc điện tử. Những chi tiết nhỏ tiêu biểu cho dòng nhạc như tiếng kèn, trống, guitar điện, âm bass hay tiếng sáo,... cũng được đưa vào trong mỗi giai điệu. Toàn bộ bản phối album đều thu từ các nhạc cụ chơi trực tiếp tại phòng thu. 10 sáng tác được lựa chọn từ khoảng 100 sample của ca sĩ viết riêng cho Citopia để phát triển và hoàn thiện trong vòng 6 đến 8 tháng năm 2022, tính cả thu âm. Phùng Khánh Linh đã dành nhiều ngày liên tục tại một quán cà phê, không ăn, ngủ để viết và chỉnh sửa lại những bài hát sao cho phù hợp với tinh thần của album.
Đối với album mang chủ đề city pop này, Phùng Khánh Linh tuy lấy cảm hứng từ pop Nhật song vẫn chú trọng việc lồng tính thuần Việt vào trong âm nhạc: "Tôi muốn đảm bảo rằng album có thể nắm bắt đầy đủ những khía cạnh cảm xúc của một người sinh sống tại thành phố lớn, trong khi nỗ lực để tạo ra sự hấp dẫn với người nghe Việt Nam". Vì thế trong quá trình viết nhạc, cô đã chèn thêm những câu tục ngữ, thành ngữ Việt vào lời nhạc lẫn tiêu đề bài hát như "cá mè một lứa" (bài "Ngưu tầm ngưu mã tầm mã"), "mây tầng nào gặp mây tầng nấy" (bài "Quý cô say xỉn"),... nhằm gây cảm giác gần gũi ở người nghe. Nữ ca sĩ cũng tính toán đến việc sắp xếp các đoạn nhạc với giai điệu dễ nhớ, dài từ 13 đến 15 giây, với mục đích tăng độ lan truyền cho bài hát nói riêng và album nói chung trên mạng xã hội.
Chất city pop của các bài hát thể hiện dưới nhiều góc độ khác nhau. Sáng tác mở đầu "Căn gác mùa hè" – mang màu sắc "Plastic Love" của Takeuchi Mariya – đậm tính city pop với nội dung xoay quanh câu chuyện tình yêu đôi lứa tinh tế và cuốn hút. Trong khi đó, ca khúc mở đường "Năm ngoái giờ này" thể hiện chất city pop mang hơi thở thành thị về đêm, ghi lại hồi ức của cô gái về mối tình yêu xa tại sân bay. "Quý cô say xỉn" diễn tả thái độ yêu chủ động của cô nàng khi đã có chút men say trong người; còn "Nói lời có giữ lời" lại vẽ nên tâm trạng lo sợ của những người từng trải qua đổ vỡ, chưa thể mở lòng vào tình yêu mới. Đến "Ngưu tầm ngưu mã tầm mã", chất nhạc city pop biểu lộ sự bực bội và tuyệt vọng của cô gái khi bị đối phương lừa dối. Bài "Mùa hè 1994" sử dụng những màu sắc an toàn, quen thuộc qua nhịp điệu R&B để kể lại chuyện tình buồn của một cô gái trẻ. Những bài khác như "Sài Gòn ôm lấy em", "Đằng sau sân khấu" và "1 2 3 4 tí tách" mang âm hưởng nhạc thành thị với phần beat điện tử đậm chất disco, nói về tâm trạng của một cô nàng cô đơn song vẫn nhìn mọi thứ theo cách lạc quan, không mủi lòng. Kết thúc album là bài "Em tạm đi vắng khi anh thức giấc" với sắc thái khác hoàn toàn các bài còn lại. Bản phối kết hợp nhiều yếu tố như tiếng sáo, tiếng hát như lời thì thầm của ca sĩ,... và ngày càng dày hơn khi phát triển về cuối bài, kết thúc bằng màn độc tấu âm thanh cùng những lời thì thầm, đem lại dư âm hy vọng và hạnh phúc cho tổng thể Citopia.

## Chủ đề
Phùng Khánh Linh, viết trong lời nói đầu album Citopia
Trong tổng số 10 sáng tác của Citopia, các bài hát đều nói về chủ đề tình yêu – luôn là yếu tố chi phối quá trình làm nhạc của Phùng Khánh Linh. Phân tích về cảm hứng chủ đạo của album, Citopia được cho là mang tính khơi – dựng một thành phố với từng chi tiết, hình ảnh, thanh điệu đều hoàn hảo. Tuy nhiên, sự hoàn hảo đó sẽ "được quan sát, ghi nhận từ góc nhìn hoàn toàn khác lạ", xen giữa khúc hoan ca là khoảng lặng buồn hay những nỗi đau xâm chiếm. So với Yesteryear, các ca khúc trong album Citopia mang sắc màu tình cảm, giai điệu vui tươi hơn; mỗi bài được ví như căn phòng chứa đựng một câu chuyện, một cảm xúc, một đặc tả tình yêu khác nhau. Cách sắp xếp các bài hát của album được mô tả giống như những căn nhà bên trong một thành phố. Có thể chia album ra theo tỷ lệ 5:5, với năm bài đầu trong album mang nhịp điệu sôi động, nổi bật lên hình ảnh cá tính, gai góc; năm bài cuối thể hiện những vết thương âm ỉ, sâu kín nhất đằng sau vẻ ngoài hào nhoáng của cô gái thành thị.
Có hai cách lý giải tiêu đề album. Trong cách hiểu thứ nhất và chính thức, phổ biến nhất, có thể coi tên album được ghép lại từ hai từ tiếng Anh "city" (thành phố) và "utopia" (địa đàng), gợi ý hiểu rằng album là một thành phố địa đàng, một thiên đường giữa chốn hạ giới. Giải thích thêm về tiêu đề này, Phùng Khánh Linh bày tỏ tham vọng muốn "tạo ra một thành phố, một thế giới nơi mọi người bước vào sẽ không còn những nồi buồn" bằng những bài hát của mình. Song, một lý giải khác cho rằng Citopia là cái tên được ghép từ "city pop", dòng nhạc chủ đạo của album, còn "opia" chỉ trạng thái cảm xúc hưng phấn khi nhìn thẳng vào mắt đối phương.

### Thiết kế

Khung cảnh trong MV "Căn gác mùa hè", mang dấu ấn thẩm mỹ Y2K kết hợp phông nền gợi liên tưởng thành phố Nhật Bản những năm thập niên 80 – vốn quen thuộc của dòng nhạc city pop.

Tông sắc chủ đạo của Citopia là màu hồng. Đi theo concept retro, album không thống nhất với thiết kế city pop cổ điển; thay vào đó, ê-kíp đã cố tình làm mờ đi những dấu ấn từ thập niên 1980 của Nhật Bản như anime, tòa nhà chọc trời và những ánh đèn neon để tôn lên thẩm mỹ Y2K, tạo ra một khung cảnh lý tưởng hơn, thường được mô phỏng trên mạng với những fan city pop hiện đại. Video ca khúc chủ đề "Căn gác mùa hè", trong khi có phông nền gợi liên tưởng đến khung cảnh Nhật Bản thời kỳ kinh tế bong bóng, đã có sự xuất hiện của hình ảnh máy tính bàn phong cách Hello Kitty cùng những đồ họa Internet giai đoạn chuyển giao thiên nhiên kỷ cũ. Lyric video những sáng tác khác trong album chủ yếu dùng hình anime GIF lặp lại, với một ảnh vẽ từ bé mèo đã mất của Hãng đĩa Thời đại, tên Phoebo, được đưa vào bài "Em tạm đi vắng khi anh thức giấc".
Các định dạng vật lý của Citopia gồm đĩa CD, đĩa vinyl và băng cassette. Ngoài phiên bản gốc, hãng đĩa cũng phát hành một phiên bản cho ngày Valentine vào đầu 2023. Thiết kế vật lý album đã được nữ ca sĩ và ê-kíp lên kế hoạch từ nửa năm trước ngày ra mắt, theo đuổi concept thành thị dưới góc nhìn của một cô gái trẻ hiện đại, tự tin và năng động. Những vật phẩm cố định trong album có đĩa, thẻ ảnh bo góc và tập sách nhạc. Riêng bản boxset giới hạn, các vật dụng như vé máy bay, hộ chiếu, thẻ cư dân Citopia được đính kèm thêm, đại diện cho chuyến hành trình đến vùng đất mới. Tên người mua được in lên những tấm vé, thẻ này.

## Phát hành và quảng bá
Vào ngày 26 tháng 7 năm 2022, Phùng Khánh Linh đã đăng tải một đoạn phim giới thiệu (jacket film) dài 45 giây, công bố dự án album phòng thu thứ hai của mình lên kênh YouTube cá nhân. Hãng đĩa Thời đại đã đăng tải áp phích cho album Citopia, đồng thời mở trang đăng ký mua sớm tới người hâm mộ. Theo thông báo từ hãng, album được ấn định sẽ phát hành vào ngày 11 tháng 11 cùng năm, với phần danh sách bài được tiết lộ từ ngày 2 tháng 10. Nửa đêm 30 tháng 8 năm 2022, Phùng Khánh Linh đánh úp đĩa đơn mở đường thứ nhất "Căn gác mùa hè" cùng video âm nhạc trên các nền tảng nhạc số, phát trực tuyến. Ngày 10 tháng 10, cô tiếp tục công bố đĩa đơn mở đường thứ hai "Năm ngoái giờ này".
Hồi 11 giờ 11 phút ngày 11 tháng 11 năm 2022, Citopia đã chính thức phát hành, phân phối dưới định dạng trực tuyến và vật lý và đi kèm là các món đồ merch dành cho người hâm mộ. Buổi họp báo ra mắt album tổ chức vào chiều cùng ngày tại một quán bar sân thượng ở trung tâm Thành phố Hồ Chí Minh. Không gian sự kiện sở hữu thiết kế theo màu sắc cổ tích và ngọt ngào, thể hiện concept của album. Rapper Ricky Star đã đứng ra làm người dẫn chương trình cho sự kiện. Ngày 18 tháng 11, đĩa đơn thứ ba của album "Quý cô say xỉn" được ra mắt, kèm với MV thứ hai sau "Căn gác mùa hè". Cũng lần lượt vào hai ngày 19 tháng 11 và 3 tháng 12 năm 2022, Phùng Khánh Linh lập các buổi fansign với hàng trăm người hâm mộ ở Thành phố Hồ Chí Minh (trụ sở Hãng đĩa Thời đại) và Hà Nội. Đến ngày 9 tháng 12 cùng năm, một phiên bản sân khấu đặc biệt của "Ngưu tầm ngưu mã tầm mã" đã được đăng tải lên YouTube.
Trong đợt quảng bá cho album Citopia, Phùng Khánh Linh đã thực hiện nhiều cuộc phỏng vấn tại các chương trình talk show, podcast và radio. Ngày 5 tháng 11 năm 2022, cô tham gia trò chuyện trong chương trình radio XONE with Stars trên kênh XONE FM. Tại đây, cô đã tiết lộ thông tin về các bản nhạc sắp tới trong album và tổ chức minigame tặng trước bản vật lý cho người nghe. Ngày 2 tháng 3 năm 2023, chương trình Artist's Story của trang nhạc số Zing MP3 đã phát hành một số podcast về Phùng Khánh Linh và album Citopia của nữ nghệ sĩ. Qua mỗi vài bài nhạc từ album được phát sẽ là một lần cô tâm sự về cảm hứng tạo nên từng track trong đó để gộp lại thành một tổng thể hoàn chỉnh.

### Biểu diễn trực tiếp
Từ ngày 7 tháng 11 năm 2022, trước khi album ra mắt, Phùng Khánh Linh đã biểu diễn sáu ca khúc của Citopia ở buổi tiệc nghe thử nhạc, bao gồm "Căn gác mùa hè", "Quý cô say xỉn", "Nói lời có giữ lời", "Ngưu tầm ngưu mã tầm mã", "1 2 3 4 tí tách" và "Năm ngoái giờ này". Bốn bài cuối sẽ được giữ kín cho tới tận ngày phát hành. Buổi giới thiệu đã thu hút rất đông người tham dự, với phản ứng khán giả được ghi nhận là tích cực, đặc biệt dành nhiều lời tán dương nhất cho bài "Ngưu tầm ngưu mã tầm mã". Ca khúc "Quý cô say xỉn" cũng được dự đoán sẽ sớm trở thành hit.
Tại đêm nhạc MTV Showcase diễn ra ngày 28 tháng 12 cùng năm, nữ ca sĩ tiếp tục trình diễn các bài "Căn gác mùa hè", "Quý cô say xỉn" ở album mới và các bài hát từ album cũ Yesteryear. Cô đã có màn song ca với nam ca sĩ Tường Duy tại bài "Ngưu tầm ngưu mã tầm mã". Trong tập 19 chương trình Giao lộ thời gian, phát hành trên ứng dụng FPT Play ngày 25 tháng 3 năm 2023, Phùng Khánh Linh đã thể hiện ba ca khúc từ Citopia; trong số đó có một tiết mục hát đôi cùng ca sĩ Khánh Linh tại bài mashup "Năm ngoái giờ này" và "Em không thuộc về nơi đây". Sang năm 2023 và 2024, cô còn có nhiều lần biểu diễn đĩa đơn của album tại sân khấu sự kiện lớn, các trường đại học quanh Việt Nam. Năm 2025, nhiều bài hát trong album đã được Phùng Khánh Linh quảng bá qua mini tour đầu tiên trong sự nghiệp của cô mang tên Off The Record, diễn ra từ cuối tháng 3 đến đầu tháng 4 tại ba thành phố Hà Nội, Đà Nẵng và Thành phố Hồ Chí Minh.

## Tiếp nhận

### Diễn biến thương mại
Thời điểm đĩa đơn mở đường "Căn gác mùa hè" và "Năm ngoái giờ này" lần lượt được công bố, cả hai ca khúc đã nhanh chóng ra mắt với thứ hạng cao trên xếp hạng Top nhạc số thịnh hành Spotify Việt Nam chỉ sau thời gian ngắn, đồng thời thu nhận những phản ứng khả quan từ người nghe. Song từ ghi nhận của trang tin Zing News, thành tích MV "Căn gác mùa hè" sau một tháng ra mắt lại khá khiêm tốn so với các sản phẩm cùng thời điểm khác, với chưa đầy 80.000 lượt xem.
Trước ngày ra mắt Citopia, 5.000 đĩa vật lý của album đã nhanh chóng bán hết. Thời điểm công bố album, 200 bản boxset giới hạn lập tức được hãng đĩa thông báo hết hàng. Chỉ một ngày kể từ thời điểm phát hành trên các nền tảng số, album đã đạt thành tích double kill trên ứng dụng nghe nhạc iTunes Việt Nam, với Citopia dẫn đầu hạng mục Top Albums và bài "Quý cô say xỉn" là hạng mục Top Song. Sau hai tuần phát hành chính thức, Citopia trở thành album của nữ nghệ sĩ Việt debut hạng cao nhất năm 2022 trên Spotify, ở vị trí thứ 6. Tại xếp hạng Billboard Vietnam Top Vietnamese Songs cập nhật ngày 1 tháng 12 cùng năm, cả ba đĩa đơn của album đã cùng góp mặt ở từng thứ hạng khác nhau, cụ thể "Căn gác mùa hè" trụ hạng 97, "Năm ngoái giờ này" đạt đỉnh hạng 62, còn "Quý cô say xỉn" cao nhất là hạng 36.
Trên nền tảng Apple Music Việt Nam, album cũng suốt nhiều tuần liên tiếp giữ vững hạng 2 Top Albums, chỉ sau Midnights của Taylor Swift. Những ca khúc còn lại, trong tổng số 10 bài hát, đều góp mặt tại bảng xếp hạng Top Songs, trở thành album Việt duy nhất trong năm 2022 làm được điều này. Các từ khóa liên quan đến Citopia đã trở nên thịnh hành trên TikTok và diễn đàn âm nhạc, càng góp phần vào thứ hạng của album cao hơn theo thời gian. Sức hút của Citopia còn kéo dài sang 2023, khi album đã vươn lên đứng đầu bảng xếp hạng trên Apple Music, được ghi nhận chính thức vào ngày 13 tháng 6.

### Đánh giá chuyên môn

#### Việt Nam
| Đánh giá chuyên môn | Đánh giá chuyên môn |
| Nguồn đánh giá      | Nguồn đánh giá      |
| Nguồn               | Đánh giá            |
| ------------------- | ------------------- |
| Zing News           | 8/10                |

Tại buổi họp báo ra mắt Citopia, album của Phùng Khánh Linh sớm đã nhận về những phản ứng tích cực từ đồng nghiệp. Theo đó, ca sĩ Phan Mạnh Quỳnh dành lời khen ngợi cho sự nghiêm túc của nghệ sĩ với album: "xét về màu sắc, album có tổng thể rõ ràng. Phần hòa âm phối khí của ê-kíp tròn trịa, tiết tấu khiến người nghe dễ bị cuốn theo, tạo cảm giác thư giãn". Nhạc sĩ Châu Đăng Khoa cũng công nhận nữ ca sĩ là người đầu tiên làm một album có tính xuyên suốt với chất nhạc city pop trên thị trường nhạc Việt.
Sau khi lên kệ phát hành, album Citopia tiếp tục thu về hồi âm tốt từ giới chuyên môn lẫn truyền thông, thông qua bài phê bình trên các ấn phẩm đại chúng. Trong bài đăng của tạp chí L'Officel Việt Nam, cây bút Lo Mo đã gọi Citopia là một album "dễ cảm thụ mà không chung chung [...] buồn day dứt, mà không bi lụy", chứa đựng sự chân thành của tác giả qua từng bài hát dù ẩn sau đó là lớp âm thanh ngọt ngào lấp lánh. Tuy vậy, vẫn có nhiều tranh cãi xoay quanh việc liệu có thể coi Citopia là album city pop đầu tiên của nghệ sĩ Việt, xét trên phương diện yếu tố city pop trong album chưa đủ đậm đặc như mong đợi từ người nghe nói chung. Viết cho trang Zing News, cây bút Nam Trần đã cho Citopia 8 trên 10 điểm, nhận định các bài hát của album tuy không nhất thiết bó buộc trong dòng city pop nhưng ở từng bài ê-kíp sản xuất đã khéo léo cài cắm những chi tiết nhỏ để người nghe nhận ra không gian quen thuộc của thể loại, giúp album đảm bảo sự thống nhất thể loại mà vẫn đa dạng, thú vị. Dưới phần kết bài, người viết khẳng định rằng dự án mới nhất của Phùng Khánh Linh là một minh chứng cho dòng nhạc pop "với rất nhiều thứ còn chưa được khai phá trong Vpop", đặc biệt là ở mảng city pop "màu mỡ và tiềm năng".
Về mặt khiếm khuyết, Đắc Hoàng của Hoa Học Trò nhận xét một số bài với beat nhanh đã làm bộc lộ điểm yếu ở giọng hát của Phùng Khánh Linh, có phần khàn nhẹ và cách xử lý chỉ phù hợp với những ca khúc có tempo từ chậm đến trung bình; điều này đã khiến một số câu hát của cô bị dính chữ, không rõ lời. Ngoài ra, lời nhạc album còn mang đậm chất văn tả, khuôn sáo, chưa xuôi và chưa chạm đến cảm xúc. Bên cạnh việc nhắc lại ưu điểm của tác phẩm, bài đánh giá từ trang Thương hiệu và Pháp luật nhận xét rằng các bài hát trong album còn thiếu đi những cụm từ then chốt tạo ấn tượng lâu dài ở tâm trí người nghe. Đây được cho là điểm yếu cố hữu của Phùng Khánh Linh; và vì thế đã khiến những ca khúc trở nên "hao hao" nhau, chưa đủ chất thơ thẩn của dòng nhạc city pop. Khả năng viết lời và đi giai điệu của Phùng Khánh Linh cũng được đánh giá chỉ dừng ở mức "tương đối, đủ dùng". Tuy ghi nhận album là một sự đột phá khỏi quan niệm "phải hát ballad mới hit", theo bài viết Citopia lại có thể xem là đại diện rõ nhất cho nhạc Việt năm 2022, với những bài theo chất nhạc tương tự đã xuất hiện rất nhiều trong các sáng tác của nghệ sĩ indie Việt thời gian này như Trang, Madihu, v.v..
Một bài phân tích chi tiết của tạp chí Elle Việt Nam đã xếp Citopia vào ngôi vị đầu bảng trong số những nhạc phẩm city pop Việt Nam khác trên thị trường, với lời khen ngợi dành cho Phùng Khánh Linh khi đã thành công rũ bỏ hình tượng "ca sĩ một hit" bằng việc thoát khỏi ballad trầm buồn để hóa thân làm cô gái thành thị trẻ trung và năng động. Bài nhận xét lưu ý tuy là dòng nhạc ngoại lai nhưng chất city pop trong các bài hát của cô vẫn "rất Việt Nam", với lối gieo vần tạo cảm giác gần gũi, thân thuộc cho người thưởng thức. Sự tỉ mỉ của nữ ca sĩ ở một số phần chuyển và ngắt nhịp bài được ghi nhận góp thêm vào phần tinh tế cho album. Dù còn một số hạn chế như các bài viết trước đã nêu, theo tác giả chúng không ảnh hưởng đáng kể tới trải nghiệm tổng thể của người nghe.

#### Quốc tế
Patrick St Michel, viết cho tờ The Japan Times
Trên trường quốc tế, cây bút Patrick St Michel của The Japan Times đã có bài phê bình ca ngợi album, nhận xét: "Citopia sở hữu một cấu trúc âm nhạc uyển chuyển giữa funk và disco ở những bài hát sôi động cùng với những bản ghi với tiết tấu chậm rãi, mộng mơ ảo diệu giống tác phẩm "Midnight Pretenders" của Aran Tomoko. Giọng hát của Linh như sự giao thoa trong sự lạc quan vui vẻ tối thứ 6 và nỗi buồn man mác những sáng thứ 2". Xuất hiện giữa thời điểm dòng nhạc city pop đang thịnh hành trên thị trường âm nhạc quốc tế, các nghệ sĩ âm nhạc như Phùng Khánh Linh cũng được tác giả ghi nhận đã đi sâu hơn vào chất nhạc city pop, vốn có vẻ ngoài bóng bẩy nhưng không đem lại chiều sâu, và biết cách pha trộn giữa các yếu tố cổ điển và cá nhân để đem lại không khí mới cho người nghe.
Song vượt ra ngoài phạm vi âm thanh, gu thẩm mỹ của Citopia còn được "nâng cấp" hơn khi không chỉ bó hẹp ở thẩm mỹ Nhật Bản xưa cũ mà gắn liền với các yếu tố Y2K mang tính lý tưởng trên Internet. Michel đánh giá album không đơn thuần tái tạo lại một xu hướng trên mạng mà đã đào sâu hơn vào ý tưởng của dòng nhạc city pop này. Từ đó, album của nữ ca sĩ là một minh chứng cho khả năng sáng tạo của những nghệ sĩ ngoài Nhật Bản, không sử dụng city pop để hoài niệm về quá khứ mà điều chỉnh nó để nắm giữ khoảnh khắc thực tại: "Giữa những âm thanh rực rỡ, lấp lánh và hình vẽ anime vòng lặp trong Citopia, khoảnh khắc tuyệt vời nhất của album là khi Linh đối diện với đô thành hiện đại tại "Sài Gòn ôm lấy em". [...] Bài hát mang dấu ấn của quá khứ nhưng lại chứa chất đặc trưng của hiện tại, đồng thời cho thấy city pop vẫn có thể có những ảnh hưởng tích cực trong âm nhạc đương đại hơn là ảo ảnh về quá khứ vàng son".

### Thành tích

#### Giải thưởng và đề cử
Tiếp nối thành công từ album phòng thu đầu tay Yesteryear, đem về cho nữ ca sĩ bốn đề cử ở giải Cống Hiến và một đề cử giải Làn Sóng Xanh, Citopia giúp Phùng Khánh Linh tiếp tục có được ba đề cử tại Giải thưởng Cống hiến 2023 gồm Album của năm, Nhạc sĩ của năm và Nữ ca sĩ của năm. Tại cổng bình chọn dành cho khán giả, cô đã dẫn đầu đề cử hạng mục Nữ ca sĩ với 27.690 sao. Thành tích này được ghi nhận tăng đáng kể so với khoảng một tuần trước là 3.590 sao ở vị trí thứ ba.
| Năm  | Giải thưởng                      | Hạng mục         | Đề cử            | Kết quả | Chú thích |
| ---- | -------------------------------- | ---------------- | ---------------- | ------- | --------- |
| 2023 | Giải thưởng Cống hiến lần thứ 17 | Album của năm    | —                | Đề cử   | [ 65 ]    |
| 2023 | Giải thưởng Cống hiến lần thứ 17 | Nữ ca sĩ của năm | Phùng Khánh Linh | Đề cử   | [ 65 ]    |
| 2023 | Giải thưởng Cống hiến lần thứ 17 | Nhạc sĩ của năm  | Phùng Khánh Linh | Đề cử   | [ 65 ]    |

#### Xếp hạng cuối năm
| Năm  | Ấn phẩm             | Bảng xếp hạng                                      | Thứ hạng     | Chú thích |
| ---- | ------------------- | -------------------------------------------------- | ------------ | --------- |
| 2022 | Zing News           | Những sản phẩm âm nhạc đột phá năm 2022 (nhạc pop) | 2            | [ 68 ]    |
| 2022 | L'Officiel Việt Nam | 10 album nhạc Việt hay nhất năm 2022               | 6            | [ 61 ]    |
| 2022 | Elle Man Việt Nam   | 10 album/EP nhạc Việt đáng nghe nhất năm 2022      | 6            | [ 62 ]    |
| 2022 | Thanh niên Việt     | Những album ấn tượng nhất V-pop năm 2022           | Được liệt kê | [ 69 ]    |

## Danh sách ca khúc và phiên bản
Danh sách lấy từ trang AllMusic. Tên các bài hát trong danh sách được chủ ý viết thường toàn bộ.
| Danh sách ca khúc của Citopia | Danh sách ca khúc của Citopia                    | Danh sách ca khúc của Citopia   | Danh sách ca khúc của Citopia   | Danh sách ca khúc của Citopia |
| STT                           | Nhan đề                                          | Sáng tác                        | Sản xuất                        | Thời lượng                    |
| ----------------------------- | ------------------------------------------------ | ------------------------------- | ------------------------------- | ----------------------------- |
| 1.                            | "căn gác mùa hè (sweet summer)"                  | Phùng Khánh Linh Rirodybo [ a ] | Steve Patrick Wilson Josh Frigo | 3:11                          |
| 2.                            | "quý cô say xỉn (secret sunday)"                 | Phùng Khánh Linh                | Jonathan Class Josh Frigo       | 3:22                          |
| 3.                            | "nói lời có giữ lời (words of wind)"             | Phùng Khánh Linh Rirodybo       | Josh Frigo                      | 3:29                          |
| 4.                            | "ngưu tầm ngưu mã tầm mã (bye bye)"              | Phùng Khánh Linh Rirodybo       | Josh Frigo                      | 3:23                          |
| 5.                            | "1 2 3 4 tí tách (cry cry)"                      | Phùng Khánh Linh Rirodybo       | Josh Frigo                      | 3:23                          |
| 6.                            | "năm ngoái giờ này (after all)"                  | Phùng Khánh Linh                | Carson Hogan Josh Frigo         | 3:26                          |
| 7.                            | "mùa hè 1994 (summer 1994)"                      | Phùng Khánh Linh                | Josh Frigo                      | 3:26                          |
| 8.                            | "đằng sau sân khấu (mystic moonlight)"           | Phùng Khánh Linh Rirodybo       | Josh Frigo                      | 3:15                          |
| 9.                            | "sài gòn ôm lấy em (sentimental saigon)"         | Phùng Khánh Linh Rirodybo       | Josh Frigo                      | 3:39                          |
| 10.                           | "em tạm đi vắng khi anh thức giấc (day dreamer)" | Phùng Khánh Linh                | Josh Frigo                      | 4:33                          |
| Tổng thời lượng:              | Tổng thời lượng:                                 | Tổng thời lượng:                | Tổng thời lượng:                | 35:07                         |

Citopia (phiên bản boxset giới hạn)
| - Đóng gói hộp metalize - 1 đĩa CD tiêu chuẩn - 24 trang sách lời bài hát - 48 trang ảnh bìa cứng - 1 tấm thẻ hộ chiếu Citopia | - 1 tấm vé đến Citopia - 1 tấm thẻ cư dân không thời hạn tại Citopia - 2 thẻ ảnh: ngẫu nhiên 2 trong 4 - 1 tấm khung hình dán - 3 ảnh chụp polaroid |  |  |

## Đội ngũ sản xuất
Thông tin phần ghi công được lấy từ trang AllMusic và tập sách nhỏ ghi chú của album.

### Âm nhạc
| - Giám đốc sản xuất: Lâm Thời Đại, Phạm Anh Phú - Nhạc sĩ: Phùng Khánh Linh, Rirodybo - Ca sĩ: Phùng Khánh Linh - Định hướng phát triển nghệ sĩ: Hãng đĩa Thời đại - Âm thanh: Hãng đĩa Thời đại - Giám đốc sáng tạo âm nhạc: Phạm Anh Phú, Lâm Thời Đại - Nhà sản xuất âm nhạc: Josh Frigo - Sản xuất nhạc: Josh Frigo, Steven Patrick Wilson (bài hát số 1), Jonathan Class (bài hát số 2), Carson Hogan (bài hát số 6) | - Nhạc công khách mời: Jovan Quallo (saxophone, còi, sáo), Derrek C Phillips (trống, gõ), Tyler Jaeger (trumpet) Kevin Gatzke (saxophone), De Marco Johnson (harmonica), Travis Vance (bass), Dj Phillips (guitar điện) - Thu âm và mix: Josh Frigo (@Ghosthood Studios Nashville, Hoa Kỳ) - Giọng nền: Phùng Khánh Linh - Mastering: Randy Merrill (@Sterling Sound New York, Hoa Kỳ) - Huấn luyện giọng hát: Minh Huệ - Sản xuất giọng: Josh Frigo, Rirodybo |

### Hình ảnh
| - Jacket film: Gung Production House - Đạo diễn: Hồ Việt Quân - Sản xuất: Duy Thảo - Nhiếp ảnh: Tata – theboyyoulost, Nhi Ngờ - Giám đốc sáng tạo: Hồ Việt Quân, Uin - Đạo diễn hình ảnh: Đăng Khoa - Cam OP: Thịnh Nguyễn - Chỉnh nét: Thái Minh Tâm - Ánh sáng: Hậu Phạm - Hậu trường: Công Min - Offline editor: Đông Nguyễn - Online editor: KINGDUCKINTHELAKE - Chỉnh màu: KINGDUCKINTHELAKE - Background 3D: Nhật Linh, Ánh Nguyễn, Diễm Phúc - Phác cảnh: Hoàng Bảo Nguyễn | - Set: Bắc Nguyễn, Lâm Minh Trung, Lý Bình Sơn - Stylist: Hensi Lê - Trang phục: Das La Vie, Usagi, AKA My Dinh, SOMU.NAILS, Naras - Trợ lý stylist: Mây Trương, Vy Nguyễn - Trang điểm: Võ Minh Đức (jacket film), Phạm Thảo (photobook) - Làm tóc: Hiền Nguyễn (jacket film) - Ánh sáng và thiết bị: HD Equipment - Studio: Cinespace Studio, Nina Nguyen Studio - Hỗ trợ dự án và điều phối: Nguyễn Bảo, Tâm Min, Thanh Hà, Huỳnh Quyên, Đăng Vương, Phi Yến, MP Catering Team - Thiết kế đồ họa: Nguyễn Thái Đức Anh - Minh họa: Nguyễn Anh Nhân |

### Khác
- Biên dịch lời: Đỗ Khánh (tiếng Anh), Hoàng Minh Hiệp (tiếng Nhật), Phi Yến (tiếng Trung)
- Sáng tạo nội dung: Phạm Minh Quân
- Giám sát dự án: Lâm Thời Đại

## Lịch sử phát hành
| Khu vực  | Ngày                 | Định dạng                       | Phiên bản                  | Hãng              | Chú thích     |
| -------- | -------------------- | ------------------------------- | -------------------------- | ----------------- | ------------- |
| Việt Nam | 11 tháng 11 năm 2022 | CD                              | Tiêu chuẩn Boxset giới hạn | Hãng đĩa Thời đại | [ 24 ] [ 30 ] |
| Việt Nam | 11 tháng 11 năm 2022 | Phát trực tuyến tải kỹ thuật số | Gốc                        | Yin Yang Media    | [ 11 ] [ 73 ] |
| Quốc tế  | 11 tháng 11 năm 2022 | Phát trực tuyến tải kỹ thuật số | Gốc                        | Yin Yang Media    | [ 11 ] [ 73 ] |
| Việt Nam | 14 tháng 2 năm 2023  | CD                              | Valentine                  | Hãng đĩa Thời đại | [ 30 ] [ 31 ] |
| Việt Nam | 7 tháng 5 năm 2023   | Băng cassette                   | Tiêu chuẩn Valentine       | Hãng đĩa Thời đại | [ 30 ] [ 31 ] |
| Việt Nam | 13 tháng 10 năm 2023 | Đĩa vinyl                       | Tiêu chuẩn Valentine       | Hãng đĩa Thời đại | [ 30 ] [ 31 ] |
| Nhật Bản | 26 tháng 8 năm 2024  | CD                              | Digipack                   | Disk Union        | [ 74 ]        |